# 東京都立桜町高等学校
東京都立桜町高等学校（とうきょうとりつ さくらまちこうとうがっこう）は、東京都世田谷区用賀二丁目に所在する都立高等学校。

## 教育課程
- 全日制・定時制課程
  - 普通科

## 歴史・沿革
（沿革節の主要な出典は公式サイト）
- 1938年（昭和13年） - 東京府立第十一高等女学校として創立。
- 1941年 - 東京府立桜町高等女学校と改称。
- 1943年 - 第1回卒業生249名、桜友会（同窓会）発会式。7月、東京都制施行により東京都立桜町高等女学校と改称。
- 1947年 - 学制改革実施。二部（定時制）設置。
- 1948年 - 東京都立桜町新制高等学校と改称。
- 1949年 - 男女共学開始。
- 1950年 - 東京都立桜町高等学校と改称。
- 1969年 - 学生運動が活発になり、学生の一部により教室が占拠、封鎖が行われた[3]。
- 1991年(平成3年)  -  現校舎が完成。
- 2008年 - 創立70周年。

## 交通
出典 : 
電車
| 路線名         | 最寄り駅 | 徒歩所要時間 |
| -------------- | -------- | ------------ |
| 東急田園都市線 | 用賀駅   | 8分          |
| 東急田園都市線 | 桜新町駅 | 9分          |

バス
| 乗車駅       | 系統         | 下車停留所                | 運行事業者 |
| ------------ | ------------ | ------------------------- | ---------- |
| 二子玉川駅   | 玉12         | 「桜町高校前」、徒歩3分   | ■東急      |
| 成城学園前駅 | 等12         | 「用賀神社前」、徒歩6分   | ■東急      |
| 恵比寿駅     | 恵32         | 「用賀神社前」、徒歩6分   | ■東急      |
| 桜新町駅     | 黒07・都立01 | 「桜新町１丁目」、徒歩6分 | ■東急      |

## 著名な関係者

### 出身者
- 森英恵（ファッションデザイナー） - 桜町高等女学校一期生
- 横山通乃（旧芸名：横山道代、女優）
- 綱島理友（コラムニスト）
- 石田ゆり子（女優）
- 河口純之助（元THE BLUE HEARTS）
- 倉野章子（女優）
- 赤坂泰彦（ラジオDJ、タレント）
- 野崎靖博（日刊スポーツ編集長）
- 松尾伴内（タレント）
- 光野道夫（フジテレビ国際局社員）
- 時東ぁみ（タレント）
- 鮎川陽子（ファッションモデル、デザイナー、女優）
- 篠塚英子（人事院人事官）
- 杉本文乃（タレント）
- 伊豆田洋之（歌手）
- 都並優太（サッカー選手）
- 鈴木優華（モデル）
- すしらーめん《りく》（YouTuber）
- 小杉保夫（作曲家、歌手）
- 藤原広明（ミュージシャン、SUPER BEAVERのメンバー）

### 教職員
- 安東次男（俳人、元教員）
- 唐沢隆三（俳人、元教員）
- 中野由美（水球選手）